# Општина Филду Де Жос (Салаж)
Филду Де Жос (рум. Fildu De Jos) општина је у Румунији у округу Салаж.
Oпштина се налази на надморској висини од 387 m.